# 대한민국 형법 제100조
대한민국 형법 제100조는 형법 제92조부터 형법 제99조까지의 8조의 미수범의 처벌에 관한 형법 각칙의 조문이다.

## 조문
제100조 【미수범】 전8조의 미수범은 처벌한다.

## 해설
전8조'란 외환유치죄, 여적죄, 모병이적죄, 시설제공이적죄, 시설파괴이적죄, 물건제공이적죄, 간첩죄, 일반이적죄를 말한다.